# Rungstedgård
Rungstedgård er en proprietærgård, som ligger i Rungsted nord for København nær Rungsted Havn. Hovedbygningen er opført i 1919. I 1900 indgik gården sammen med Rungstedlund og Sømandshvile i et gods på 44 tønder hartkorn, 454 tønder land, heraf 384 ager og eng og 70 skov. Selve gården var på 14 tønder hartkorn. Godset måtte aflevere 18 tønder til anlægget af Kystbanen.
Rungstedgård er i dag domicil og kursusejendom for Forsikringsakademiet, der er en uddannelsesinstitution inden for  forsikringsfaget. Institutionen er ejet af 120 danske forsikringsselskaber, pensionskasser, forsikringsmæglere, pengeinstitutter mv.
I mellem 1986-1998 lå Bamses hus i skoven bag Rungstedgård ved en lille sø, hvor DR optog Bamse og Kylling.

## Ejere af Rungstedgård
- (1520-1613) Krongods
- (1613-1650) Willum Caron
- (1650-1687) Slægten Caron
- (1687-1699) Lauritz Eskildsen
- (1699-1703) Hans Jacob Søbøtker
- (1703-1704) Krongods
- (1704-1721) Dronning Louise
- (1721-1750) Dronning Sophie Magdalene
- (1750-1754) Nicolai Eigtved
- (1754-1766) Enkefru Sophie Christiane Eigtved, født Walther
- (1766-1770) Christiane Charlotte Frederikke Castell-Remlingen, gift Stolberg
- (1770-1781) Christian zu Stolberg-Stolberg
- (1781-1782) Vigilius Erichsen
- (1782-1796) Christian Vilhelm Güldencrone
- (1796-1799) Ole Hielte
- (1799-1806) Adam Mogens Holger von Lüttichau
- (1806-1823) Martinus Braëm
- (1823-1842) Johann Frederik Braëm
- (1842-1868) Aron Nathan David
- (1868-1869) Harald David
- (1869-1872) Frederik H. Block
- (1872-1879) C.C. Brøchner
- (1879-1893) Wilhelm Dinesen
- (1893-1916) Jens Kraft Dinesen
- (1916-1933) Alice Laura de la Cour, gift (1) Dinesen (2) Hougaard
- (1933-1956) Peter Hougaard
- (1956) Poul Petersen Hougaard
- (1956-1965) Franz Petersen Hougaard
- (1965-) Rungstedgård A/S